# Morris Ketchum Jesup
Morris Ketchum Jesup (født 21. juni 1830, død 22. januar 1908) var en amerikansk bankmand og filantrop.
Han har doneret større pengebeløb til forbedring af sociale forhold i New York, samt til arktiske ekspeditioner.
Har fået et område i Grønland opkaldt efter sig: Kap Morris Jesup.